# Olbrachtów
Olbrachtów (Duits: Albrechtsdorf) is een dorp in de Poolse woiwodschap Lubusz. De plaats maakt deel uit van de gemeente Żary.